# Kunstsammlungen des Bistums Regensburg

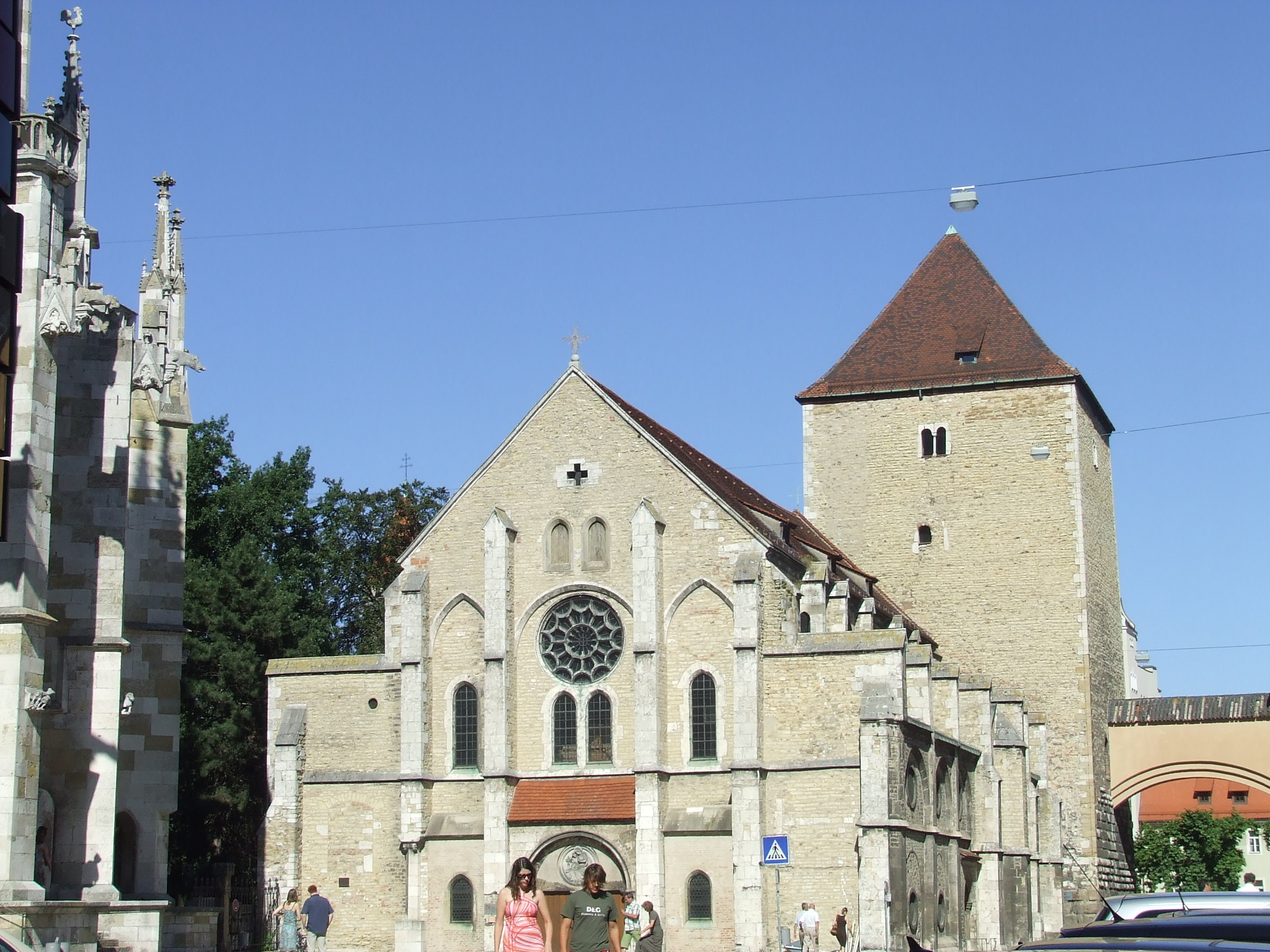
St. Ulrich

Die Kunstsammlungen des Bistums Regensburg sind eine Organisation des Bistums Regensburg mit Sitz in Regensburg. Sie betreuen die Künstschätze, die im Besitz des Bistums sind, und betreiben die beiden Bistumsmuseen, den Domschatz und das Museum St. Ulrich.

## Domschatz
Das 1974 in den Räumen der ehemaligen bischöflichen Residenz ( Krauterermarkt 3) gegründete Domschatzmuseum zeigt vor allem spätmittelalterliche Exponate des Domschatzes, der vor Gründung des Museums in einer Gewölbekammer hinter dem Südchor des Domes aufbewahrt worden war. Die Räumlichkeiten sind mit Fresken aus der Renaissance verziert. Zu sehen sind u. a. das um 1400 von Werkstätten der französischen Fürstenhöfe gefertigte sogenannte Regensburger Emailkästchen in Form eines Hauses, welches zur Aufbewahrung von Reliquien diente, der Wandula-Altar, der Wolfgangskelch von 1250/60, das Ottokarkreuz (1261) gestiftet vom böhmischen König Ottokars II. für das Prager Agneskloster, silberne Ölflaschen des Bischofs Heinrich II. von Rotteneck vom Ende des 13. Jahrhunderts und Messgewänder.

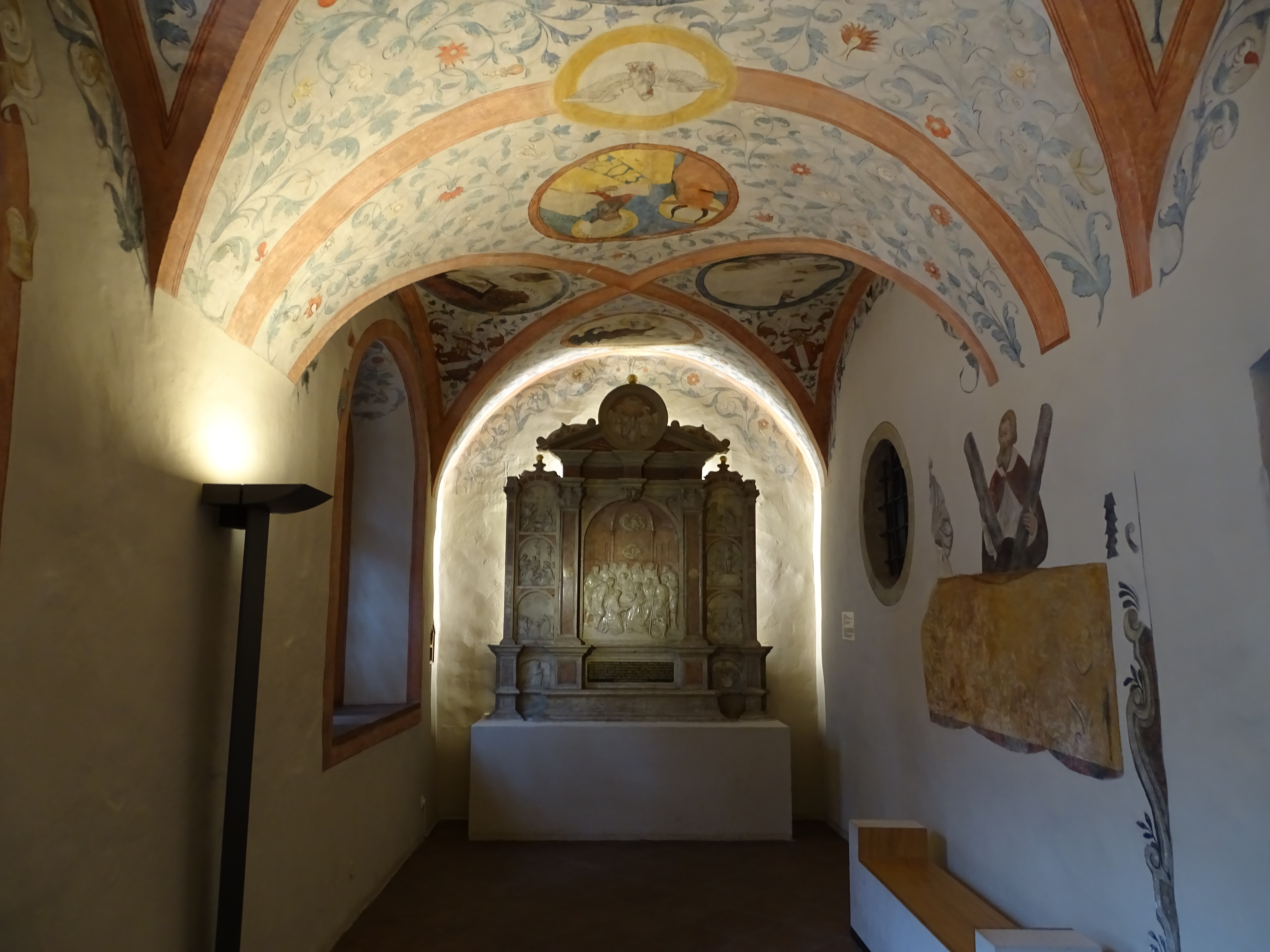
12-Boten-Kapelle aus dem 14. Jhd., Ausmalungen 1560–1570
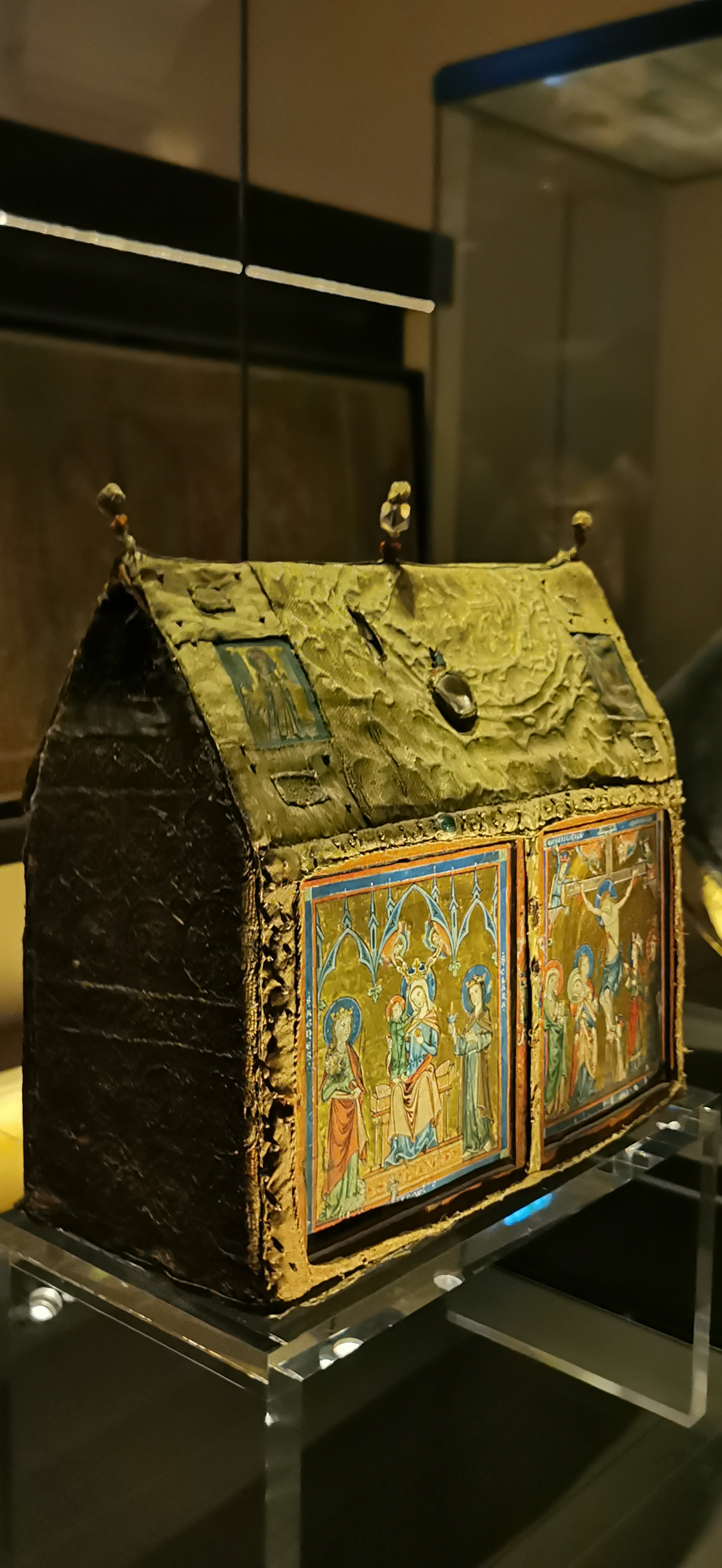
Reliquienkästchen · ca. 1300–1330
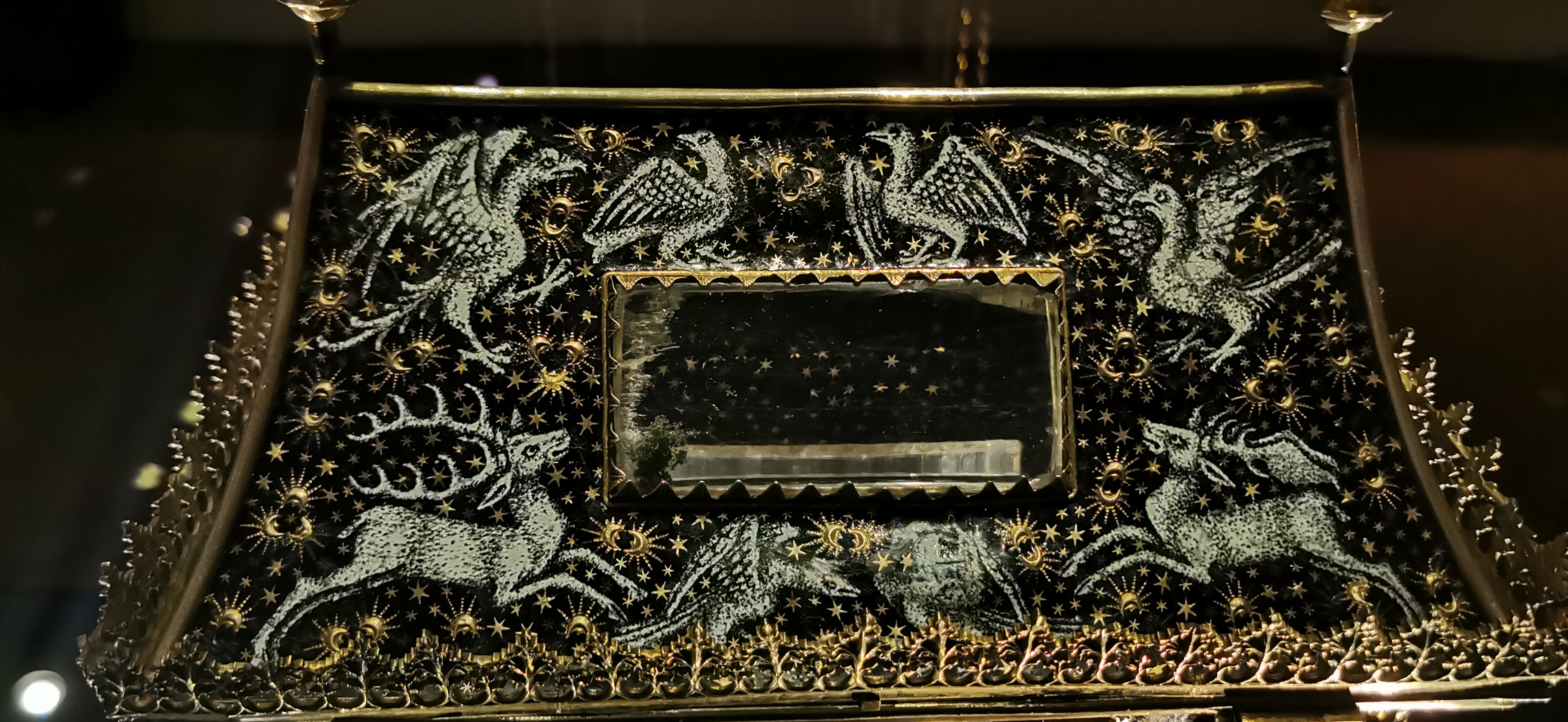
Emailekästchen von Anno 1395
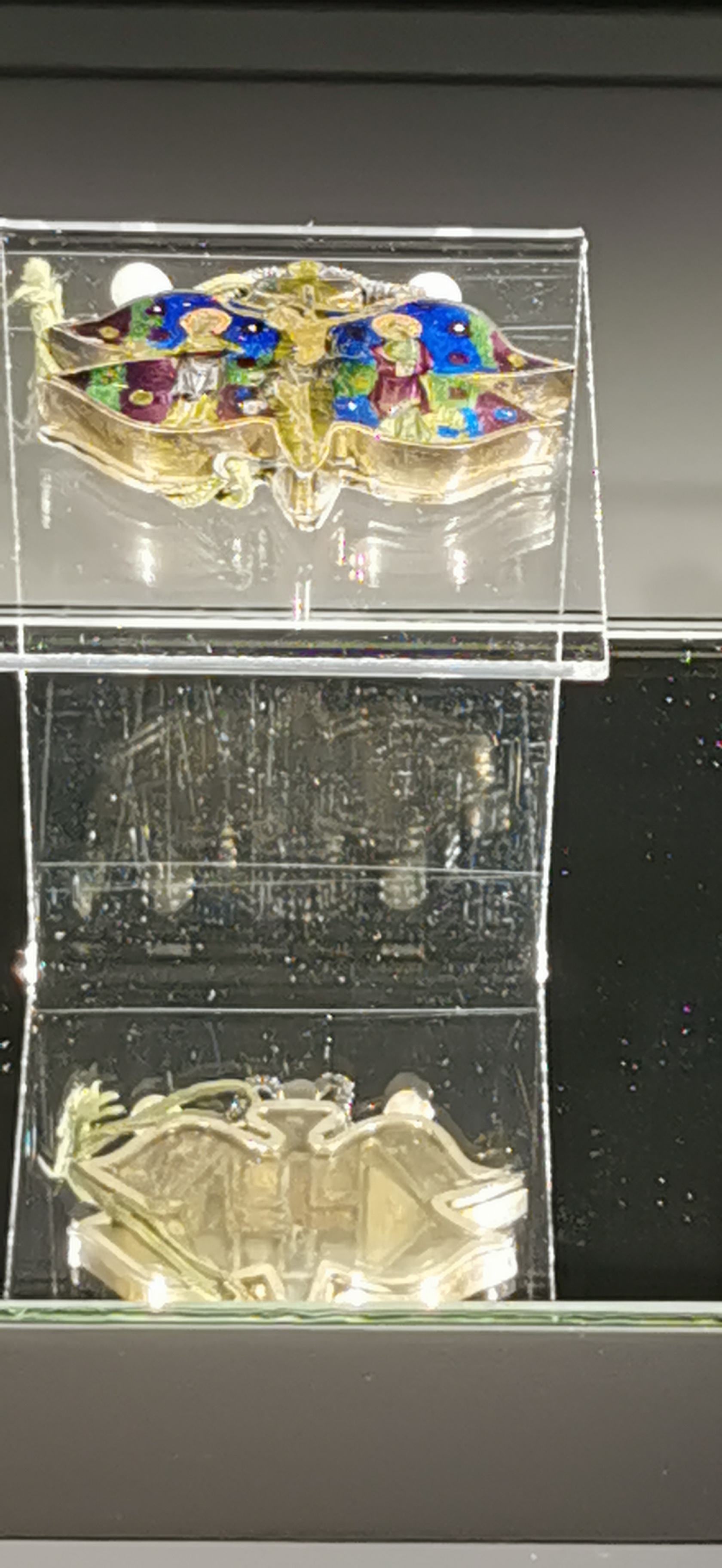
Schmetterlingsreliquiar aus den 1310er Jahren

## Museum St. Ulrich
Die von 1220 bis 1230 errichtete frühgotische Kirche St. Ulrich ( Domplatz 2) war ursprünglich als herzogliche Palastkapelle gedacht, ab 1240 dient sie jedoch als Dompfarrkirche. Der Kircheninnenraum ist mit Freskenschmuck des 13. bis 16. Jh. ausgeschmückt. 1824 wurde die Kirche profaniert. Nach mehrmaliger Renovierung beherbergte sie ab 1986 die Exponate des Diözesanmuseums und diente zugleich als Statiokirche des Regensburger Domkapitels. Aufgrund von umfangreichen Restaurierungsarbeiten ist das Museum St. Ulrich derzeit geschlossen und wird nur temporär für Sonderausstellungen genutzt. Zuletzt wurde dort im Sommer 2019 die Ausstellung „Zwei Türme für den König“ anlässlich des 150. Vollendungsjubiläums der Regensburger Domtürme gezeigt. In der ehemaligen Dauerausstellung des Museums St. Ulrich war im unteren Bereich mittelalterliche Goldschmiedekunst, auf den Emporen Exponate aus der Renaissance, dem Barock und dem Rokoko und im Eingangsbereich Zeitgenössisches zu sehen. Unter den 250 Ausstellungsstücken sind besonders die Kirchenschätze der ehemaligen Stifte St. Emmeram, St. Johann und Niedermünster hervorzuheben. Prunkstücke sind die Hirtenstäbe der Heiligen Emmeram und Wolfgang aus dem 12. Jahrhundert, ein Ziborium aus Elfenbein, die sogenannte „Wolfgangsmitra“ aus dem 13. Jahrhundert, das sogenannte Schmetterlingsreliquiar und das Tafelgemälde Schöne Maria von Albrecht Altdorfer. Einige der Exponate werden seither im Domschatz präsentiert, wie etwa das bekannte Schmetterlingsreliquiar.

## Depotverwaltung
Die historischen Räume des freien adeligen Damenstifts Obermünster ( Emmeramsplatz 1) wurden seit den 1970er Jahren für Wechselausstellungen, wissenschaftliche Tagungen, Konzerte und Lesungen genutzt. Heute beherbergen die Räumlichkeiten dagegen die Depotverwaltung und Werkstätten der Kunstsammlungen des Bistums Regensburg. Sie sind nicht öffentlich zugänglich.